# Finale du Grand Prix IAAF 1988
Navigation
Édition précédente Édition suivante
La 4e Finale du Grand Prix de l'IAAF a eu lieu le 13 septembre 1988 au Stade olympique de Berlin. Dix-sept épreuves figurent au programme, dix masculines et sept féminines.

## Classement général

### Hommes
1. Saïd Aouita : 63 points
2. Mike Conley : 61 points
3. Danny Harris : 58 points

### Femmes
1. Paula Ivan : 63 points
2. Grace Jackson : 63 points
3. Ana Fidelia Quirot : 57 points

## Résultats

### Hommes
| Épreuves          | Or                                        | Argent                                   | Bronze                                        |
| ----------------- | ----------------------------------------- | ---------------------------------------- | --------------------------------------------- |
| 100 m             | Calvin Smith États-Unis 10 s 12           | Chidi Imoh Nigeria 10 s 16               | Brian Cooper États-Unis 10 s 16               |
| 800 m             | Tom McKean Royaume-Uni 1 min 47 s 60      | Sebastian Coe Royaume-Uni 1 min 47 s 87  | Dieudonné Kwizera Burundi 1 min 48 s 25       |
| Mile              | Saïd Aouita Maroc 3 min 56 s 21           | Jim Spivey États-Unis 3 min 56 s 55      | José Luis González Espagne 3 min 56 s 67      |
| 5 000 m           | José Regalo Portugal 13 min 22 s 20       | Eamonn Martin Royaume-Uni 13 min 22 s 88 | Domingos Castro Portugal 13 min 24 s 03       |
| 3 000 m steeple   | Julius Kariuki Kenya 8 min 24 s 52        | Patrick Sang Kenya 8 min 25 s 27         | Peter Koech Kenya 8 min 27 s 09               |
| 400 m haies       | Danny Harris États-Unis 49 s 29           | Amadou Dia Bâ Sénégal 49 s 50            | Dave Patrick États-Unis 49 s 54               |
| Saut en hauteur   | Patrik Sjöberg Suède 2,33 m               | Javier Sotomayor Cuba 2,33 m             | Rudolf Povarnitsyn Union soviétique 2,25 m    |
| Triple saut       | Mike Conley États-Unis 17,59 m            | Oleg Protensko Union soviétique 17,39 m  | Robert Cannon États-Unis 16,87 m              |
| Lancer du poids   | Helmut Krieger Pologne 20,79 m            | Ron Backes États-Unis 19,96 m            | Georg Andersen Norvège 19,70 m                |
| Lancer du marteau | Igor Astapkovich Union soviétique 81,26 m | Tibor Gécsek Hongrie 79,72 m             | Christoph Sahner Allemagne de l'Ouest 77,96 m |

### Femmes
| Épreuves          | Or                                               | Argent                                     | Bronze                                      |
| ----------------- | ------------------------------------------------ | ------------------------------------------ | ------------------------------------------- |
| 200 m             | Grace Jackson Jamaïque 22 s 70                   | Mary Onyali Nigeria 22 s 80                | Pauline Davis Bahamas 23 s 12               |
| 400 m             | Ana Fidelia Quirot Cuba 50 s 27                  | Jillian Richardson Canada 50 s 52          | Grace Jackson Jamaïque 51 s 11              |
| 1 500 m           | Paula Ivan Roumanie 4 min 00 s 24                | Mitica Constantin Roumanie 4 min 04 s 97   | Elly van Hulst Pays-Bas 4 min 06 s 52       |
| 5 000 m           | Liz McColgan Royaume-Uni 15 min 03 s 29          | Ingrid Kristiansen Norvège 15 min 10 s 89  | Jill Hunter Royaume-Uni 15 min 17 s 77      |
| 100 m haies       | Claudia Zaczkiewicz Allemagne de l'Ouest 12 s 93 | Ulrike Denk Allemagne de l'Ouest 12 s 96   | Marjan Olijslager Pays-Bas 13 s 05          |
| Lancer du disque  | Hilda Ramos Cuba 66,58 m                         | Dagmar Galler Allemagne de l'Ouest 61,72 m | Maritza Martén Cuba 60,88 m                 |
| Lancer du javelot | Manuela Alizadeh Allemagne de l'Ouest 62,52 m    | Beate Peters Allemagne de l'Ouest 62,14 m  | Ingrid Thyssen Allemagne de l'Ouest 61,70 m |